# Propodas
Propodas (altgriechisch Προπόδας Propódas, deutsch ‚der Vorausschreitende‘), der Sohn des Damophon, war in der griechischen Mythologie ein König von Korinth. 
Er bestieg nach seinem Vater den Thron von Korinth. Nach seinem Tode übernahmen seine beiden Söhne Doridas und Hyanthidas gemeinsam die Regierung. 